# Dia Internacional de l'Audició
El Dia Mundial de l'Audició és una jornada de divulgació que se celebra anualment el dia 3 de març per a divulgar accions en pro de la cura de l'aparell auditiu. Fou promulgat per l'Organització Mundial de la Salut (OMS) i altres organismes i organitzacions l'any 2007 i el primer any en celebrar-se fou el 2013.

## Proclamació
El Dia Mundial de l'Audició va ser instaurat inicialment com el Dia Internacional de la Cura de l'Oïda el 3 de març de 2007, després de la Primera Conferència Internacional sobre Prevenció i Rehabilitació de la Pèrdua Auditiva a Pequín. Un dels principals resultats d'aquesta conferència va ser la Declaració de Pequín, que recomanava establir un dia internacional per a promoure accions globals sobre la cura auditiva i minimitzar la incidència de la pèrdua auditiva. L'OMS, juntament amb el Centre de Recerca de Rehabilitació per a Nens Sords de la Xina (CRRCDC, per les seves sigles en anglès), la Federació de Persones amb Discapacitat de la Xina (CDPF) i altres organitzacions, van promoure aquesta iniciativa. El 2016, es va canviar el nom a Dia Mundial de l'Audició per a reflectir-ne millor l'abast global i l'objectiu.

## Celebració
El 3 de març, a més de rememorar la conferència del 2007, es va triar a causa de la representació visual del nombre 3, com un pictograma en representació d'una orella. La primera vegada que es va celebrar va ser el 3 de març de 2013. Des del seu establiment, ha vist un creixement en la participació d'estats membres i organitzacions associades, realitzant diverses activitats i esdeveniments a nivell mundial.

## Temes
- 2013: Audició sana, vida feliç - Salut auditiva de la gent gran.[4]
- 2014: La cura de l'oïda pot evitar la pèrdua auditiva.[5]
- 2015: Escoltar sense riscos![6]
- 2016: Pèrdua d'audició en la infantesa.[7]
- 2017: Actuar contra la pèrdua d'audició: una bona inversió.[8]
- 2018: Escolta el futur.[9]
- 2019: Examina la teva audició![10]
- 2020: No permetis que la pèrdua auditiva et limiti. Escoltar per a tota la vida.[11]
- 2021: Cura de l'audició per a TOTS. Identificar. Rehabilitar. Comunicar-se.[12]
- 2022: Per sentir per a tota la vida, escolta amb cura![13]
- 2023: Cura de l'oïda i l'audició per a tots! - Fem-ho realitat.[14]
- 2024: Un canvi de mentalitat - Que la cura de l'oïda i l'audició sigui una realitat per a tothom![15]